# Ernest Maragall i Mira

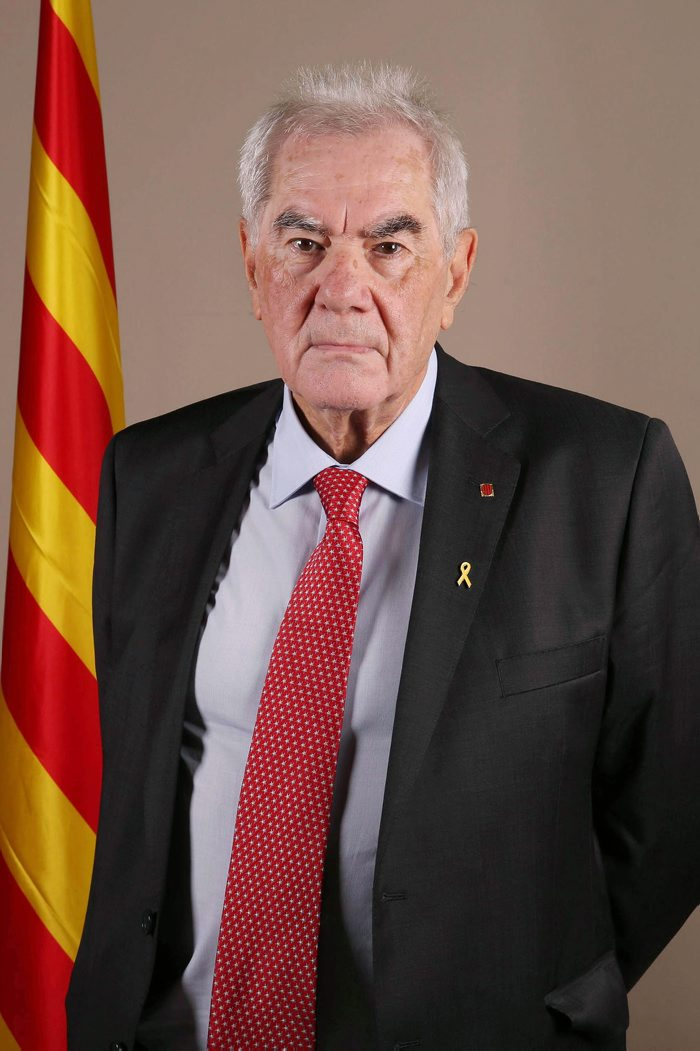
Ernest Maragall i Mira

Ernest Maragall i Mira (* 5. Januar 1943 in Barcelona) ist ein spanischer Politiker (ERC) und zeitweise Minister des Äußeren, für institutionelle Beziehungen und Transparenz der Autonomen Region Katalonien. Von Juli 2014 bis Dezember 2016 war er Mitglied des Europäischen Parlaments für Spanien.

## Leben und Ämter
Ernest Maragall ist Bruder von Pasqual Maragall, der von 1982 bis 1997 Bürgermeister von Barcelona und von 2003 bis 2006 Regierungschef der autonomen Gemeinschaft Katalonien war.
Ernest war bis Dezember 2016 Abgeordneter im Europäischen Parlament. Dort war er Mitglied im Haushaltsausschuss, im Ausschuss für Industrie, Forschung und Energie und in der Delegation im Gemischten Parlamentarischen Ausschuss EU-Türkei. Bei der Wahl zum katalanischen Parlament im Dezember 2017 wurde Ernest auf Listenplatz 13 der separatistischen ERC in das katalanische Parlament gewählt. Von Juni bis November 2018 war Ernest Maragall Conseller (Minister) des Äußeren, für institutionelle Beziehungen und Transparenz im Kabinett der Regionalregierung unter Quim Torra.
Am 26. Mai 2019 ist er als Spitzenkandidat der ERC für das Bürgermeisteramt von Barcelona bei den Kommunalwahlen angetreten; die ERC mit 21,3 % das beste Wahlergebnis aller Parteien und Wahlbündnisse erreicht, nur knapp vor Barcelona en Comú der amtierenden Bürgermeisterin Ada Colau mit 20,7 %; beide Fraktionen halten somit jeweils 10 von insgesamt 41 Stadträten.
Im Juni 2019 unterlag er bei der Wahl gegen Colau, die mit der Unterstützung der Sozialisten (PSC) und der Fraktion von Manuel Valls, die die Ernennung einer separatistischen Stadtverwaltung unter Maragall zu verhindern suchten, erneut zur Bürgermeisterin gewählt wurde.